# Стулеповка
Стулеповка (укр. Стулепівка) — село, 
Сосоновский сельский совет,
Нововодолажский район,
Харьковская область.
Код КОАТУУ — 6324284707. Население по переписи 2001 года составляет 64 (28/36 м/ж) человека.

## Географическое положение
Село Стулеповка находится на левом берегу реки Ольховатка, недалеко от её истоков.
На противоположном берегу расположено село Низовка,
ниже по течению примыкает село Завадовка.
Река в этом месте заболочена и пересыхает, на ней и её притоках сделано несколько запруд.

## Достопримечательности
- Братская могила советских воинов. Похоронено 20 воинов.